# Пекин-Тяньцзиньская операция
Пекин-Тяньцзиньская операция, Бэйпин-Тяньцзиньская операция (кит. упр. 平津战役, пиньинь Píngjīn Zhànyì, букв. «ПинЦзиньская операция» — по последним иероглифам названий городов) — одно из трёх крупнейших (наряду с Ляошэньским и Хуайхайским) сражений Гражданской войны в Китае.

## Предыстория
В ноябре 1948 года гоминьдановские войска оставили Чэндэ, Баодин, Шаньхайгуань и Циньхуандао и отступили к Бэйпину (тогдашнее название Пекина) и Тяньцзиню, откуда могли отступать либо далее на юго-восток, где разворачивалось Хуайхайское сражение, либо на запад, в провинцию Суйюань. 
В северном Китае силы националистов под командованием Фу Цзои продолжали удерживать железную дорогу Тяньцзинь-Пекин-Калган-Датун и области вокруг этих городов. В Пекине дислоцировалось 6 армий (18 дивизий), в Тяньцзине — 5 армий (16 дивизий), в Калгане — одна армия (8 дивизий). НОАК заняла Шаньхайгуань сразу же по завершении Ляошэньского сражения, и приступила к окружению гоминьдановских сил на Северокитайской равнине.

## Ход операции

### Первый этап
Чтобы не создать у войск Фу Цзои чувства изолированности, которое могло привести к их быстрому бегству и ускользанию из образующегося кольца, 1-я армейская группа Северокитайского фронта (командующий — Сюй Сянцянь) прекратила наступление на Тайюань, а 3-я армейская группа (командующий — Ян Чэнъу) сняла осаду Хух-Хото.
25 ноября 1948 года 3-я армейская группа Северо-Китайского фронта выдвинулась из Цзинина на восток, и 29 ноября атаковала Чжанцзякоу, создав угрозу окружения города. Фу Цзои тут же выдвинул на помощь Чжанцзякоу дислоцировавшуюся в Пекине 35-ю армию (без одной дивизии) и дислоцировавшуюся в Хуайжоу 258-ю дивизию 104-й армии, которые выдвинулись ночным маршем. Основные силы дислоцировавшейся в Чанпине 104-й армии были передислоцированы в Хуайжоу, а дислоцировавшаяся в Чжочжоу 16-я армия была переброшена в район Нанькоу-Чанпин для защиты коммуникаций между Пекином и Калганом.
2 декабря 2-я армейская группа Северокитайского фронта (командующий — Ян Дэчжи), быстро выдвинувшись из уезда Исянь провинции Хэбэй, заняла район между уездами Хуайлай и Сюаньхуа, а передовые Северо-восточной армии выдвинулись из уезда Цзисянь к Нанькоу и Хуайлай, прервав сообщение между Пекином и Хуайлаем. Тем самым посланные Фу Цзои подкрепления не могли бежать ни на запад, ни на восток. 5 декабря передовые части Северо-восточной армии атаковали Миюнь, разгромив дивизию 13-й армии, а основные силы быстро продвигались в район Яньцин-Хуайлай; 2-я армейская группа Северокитайского фронта заняла район к югу от Чжолу.
Фу Цзои понял, что Пекину нужны подкрепления, и он приказал 35-й армии вернуться от Чжанцзякоу на восток, а 104-й и 16-й армиям двинуться от Хуайлая и Нанькоу на запад, на соединение с 35-й армией. 35-я, 62-я, 92-я и 94-я армии получили приказ о переброске из Тяньцзиня и Тангу в Пекин для укрепления обороны города.
35-я армия не смогла вернуться в Пекин, так как силы НОАК перерезали ей путь в районе Синьбаоань. Таким образом, города Пекин и Тяньцзинь оказались не просто окружены — они были ещё и разделены силами китайских коммунистов, оказавшись каждый в кольце осады.
7 декабря штаб-квартира 4-й полевой армии НОАК передислоцировалась в Мэнцзялоу в уезде Цзисянь провинции Хэбэй. Гоминьдановский агент под покровом темноты сумел проникнуть в резиденцию Линь Бяо и убить его телохранителя. Услышав выстрелы, Линь Бяо спрятался за дверью своей комнаты, готовясь дорого продать свою жизнь, но гоминьдановский агент не понял, какая крупная рыба ему попалась, и ретировался. Возможно, что смерть Линь Бяо в тот момент радикально изменила бы ход истории Китая.
7 декабря силы Линь Бяо заняли Миюнь в 80 километрах к северу от Пекина.

### Второй этап
Постепенно фронт подходил ближе к Тяньцзиню, Пекину и Калгану. Несмотря на существенное численное превосходство, Фу Цзои вел только арьегардные бои. С начала декабря он поддерживал тайные контакты с коммунистами, ведя с ними секретные переговоры о сдаче. Тайной коммунисткой была дочь Фу Цзои Фу Дун, через которую КПК получала информацию.
13 декабря силы НОАК заняли Таншань, а 15 декабря Тунчжоу. Фу Цзои позволил «окружить» Пекин 8 коммунистическим колоннам и 4 отдельным дивизиям, хотя гарнизон города составлял 25 пехотных дивизий, из которых 5 принадлежали к личной армии Фу Цзои.
Вскоре после этого НОАК начала Синьбаоаньскую операцию, и на следующий день взяла город, уничтожив 35-ю армию; командующий 35-й армией Го Цзинъюнь покончил жизнь самоубийством.
26 декабря Фу вывел из Калгана 7 дивизий 11-й армейской группы НРА «блокированные» НОАК и отвёл их в западном направлении. Силы НОАК с северо-востока вошли в Калган.
2 января 1949 года НОАК начала Тяньцзиньскую операцию. Финальное наступление состоялось 14 января, и после 29-часового боя оборонявшиеся 62-я и 86-я армии (130 тысяч человек в 10 дивизиях) были полностью уничтожены. Командующий Тяньцзиньским гарнизоном Чэнь Чанцзе попал в плен. Оборонявшие Тангу 17-я армейская группа и пять дивизий 87-я армии (свыше 50 тысяч человек) 17 января эвакуировались по морю на юг.

### Переговоры
21 января командовавший обороной Пекина Фу Цзои уже официально начал переговоры с Линь Бяо о мирном разрешении «Пекинского вопроса». Посредником выступил профессор Чжан Дунсунь, бывший генеральный секретарь Демократической лиги.
Все боевые действия при осаде Пекина ограничились артиллерийским обстрелом города, при котором было выпущено 150 75-мм снарядов, большая часть которых не разорвалась.
23 января Фу Цзои подписал «компромисс» с Линь Бяо. Была достигнута договорённость о том, что находящиеся в Пекине восемь дивизий двух армейских групп (около 260 тысяч человек) покинут город и, после реорганизации, вольются в ряды НОАК. Все пекинские организации и местная администрация продолжали свою деятельность. Создавалась совместная комиссия по военным и политическим делам на «переходный период». Сохранялось хождение старого золотого юаня.
В полдень 31 января 4-я полевая армия НОАК вступила в Пекин через ворота Сичжимэнь. Пекин-Тяньцзиньская операция завершилась полной победой китайских коммунистов.
После войны Фу Цзои получил министерский пост в коммунистическом правительстве. До 1972 года он был министром водного хозяйства и электроэнергетики.